# L'enquête
L'enquête è un film del 2014 diretto da Vincent Garenq.

## Riconoscimenti
- Premi Magritte
  - 2016: migliore attore non protagonista a Laurent Capelluto